# Langspil

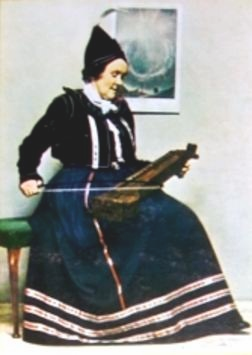
Anna Þórhallsdóttir, vestida con vestido tradicional toca un langspil con un arco.

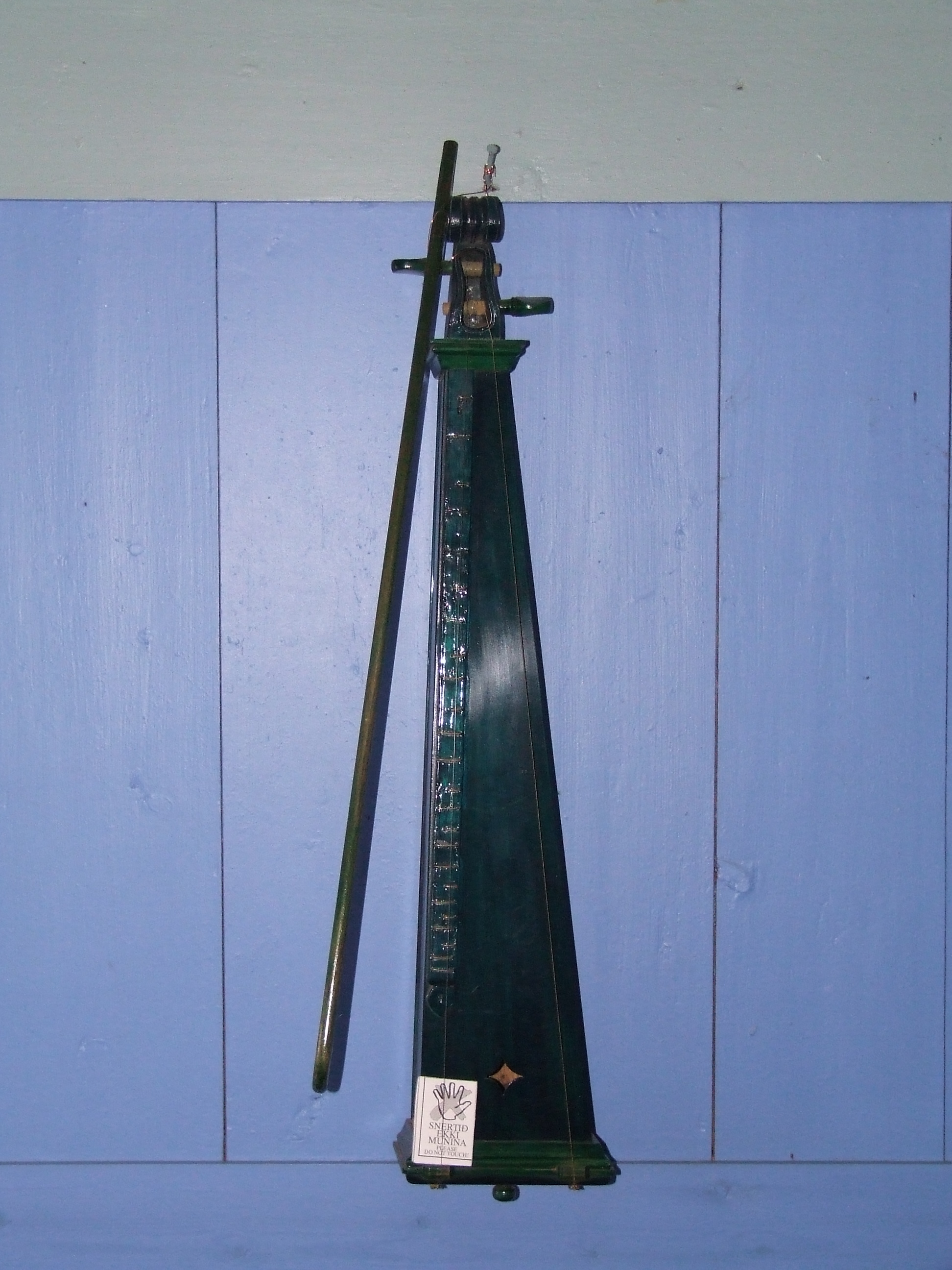
Langspil de bordes rectos, con dos cuerdas y arco.

El langspil (significado: toque-largo) es una cítara de pedal tradicional de Islandia. Posee una cuerda melódica con generalmente 2 cuerdas pedal.
Se puede tocar el langspil punteando las cuerdas con la mano, con un arco o golpeándolas. Existen dos versiones básicas de langspils, rectos y curvos y lo general miden unos 80 cm de largo, pero pueden llegar a medir hasta 104 cm o no pasar los 73 cm. Para su construcción se utilizan numerosos tipos de maderas, incluidos pino, abeto, haya, abedul, roble y nogal, ya que por lo general eran construidos con madera llevada a la deriva por el mar.

## Historia
Los registros escritos más antiguos que hacen referencia al langspil se remontan al siglo XVIII. En aquella época los langspils eran descritos como una caja larga y delgada, más ancha en su extremo inferior con una a seis cuerdas. A comienzos del siglo XIX se comenzó a producir una versión con una caja de resonancia curva que mejoraba su sonido.
En 1855 se publicó el libro Leiðarvísir til að spila á langspil (Guía para tocar el langspil). También contenía información sobre como fabricar un langspil. El libro aumentó la popularidad del Langspil de manera significativa Sin embargo a mediados del siglo XX el instrumento había caído en desuso y solo unas pocas personas lo tocaban.
En la década de 1960 la cantante, Anna Þórhallsdóttir, notó que el langspil estaba desapareciendo de entre las tradiciones musicales islandesas y se abocó a tratar de revivirlo. En la actualidad varias bandas y artistas incluyen el langspil en su repertorio, incluidos Spilmenn Ríkinís, Sigurður Rúnar Jónsson, Bára Grímsdóttir, Chris Foster y Þórður Tómasson á Skógum. El langspil ocupa un sitio destacado en el festival de música folclórica de Siglufjörður.